# Non se ne parla
Non se ne parla è un singolo dei rapper italiani Gemitaiz e MadMan, pubblicato il 2 aprile 2014 come primo estratto dall'album in studio Kepler.

## Video musicale
Il videoclip, diretto da Jacopo Rondinelli, è stato pubblicato il 4 aprile 2014 attraverso il canale YouTube dei due rapper.

## Tracce
1. Non se ne parla – 3:48 (testo: Davide De Luca, Pierfrancesco Botrugno – musica: PK)

## Classifiche
| Classifica (2014) | Posizione massima |
| ----------------- | ----------------- |
| Italia            | 12                |